# Hochrettelstein
Hochrettelstein är ett berg i Österrike.   Det ligger i distriktet Liezen och förbundslandet Steiermark, i den centrala delen av landet, 180 km sydväst om huvudstaden Wien. Toppen på Hochrettelstein är 2 220 meter över havet, eller 853 meter över den omgivande terrängen. Bredden vid basen är 12,0 km. Hochrettelstein ingår i Mölbegg.
Terrängen runt Hochrettelstein är bergig åt nordväst, men åt sydost är den kuperad. Närmaste större samhälle är Rottenmann, 13,7 km nordost om Hochrettelstein. 
I omgivningarna runt Hochrettelstein växer i huvudsak blandskog. Runt Hochrettelstein är det ganska glesbefolkat, med 42 invånare per kvadratkilometer.